# Deutsche Gesellschaft für Physikalische und Rehabilitative Medizin
Die Deutsche Gesellschaft für Physikalische und Rehabilitative Medizin (DGPRM) ist eine wissenschaftliche Fachgesellschaft, die das Gebiet Physikalische und Rehabilitative Medizin in Klinik, Praxis und Forschung vertritt. Sie ist Mitglied der Arbeitsgemeinschaft der Wissenschaftlichen Medizinischen Fachgesellschaften (AWMF).

## Ziele
Die Aktivitäten der DGPRM zielen auf die Förderungen und Weiterentwicklung ihres Faches in Forschung, Lehre und Praxis.

## Aktivitäten
Die Gesellschaft ist vorrangig in folgenden Bereichen tätig:
- Mitarbeit an Leitlinien
- Erarbeitung von Positionspapieren
- Etablierung von Curricula in der Fort- und Weiterbildung.[4]

## Kommissionen
Die inhaltliche Arbeit der Gesellschaft erfolgt in „Kommissionen“ genannten Arbeitsgruppen. Im Jahr 2024 existieren Kommissionen zu folgenden Themen:
- Digitalisierung
- Aus-, Fort- und Weiterbildung
- Wissenschaft und Forschung

## Veranstaltungen
Die Gesellschaft veranstaltet in ihrer Deutschen Akademie für Physikalische und Rehabilitative Rehabilitation (DAPRM) eigene Fort- und Weiterbildungskurse. Außerdem arbeitet sie mit anderen Anbietern im Fachbereich Physikalische und Rehabilitative Medizin zusammen. Die Jahrestagung der DGPRM wurde 2024 zum 129. Mal durchgeführt.

## Publikationsorgan
Die Zeitschrift Physikalische Medizin, Rehabilitationsmedizin, Kurortmedizin im Thieme-Verlag ist offizielles Organ der Gesellschaft.

## Veröffentlichungen
Die Gesellschaft veröffentlicht Stellungnahmen zu Vorgehensweisen, Maßnahmen und Standards in ihrem Fachgebiet.
Das Gesundheitsinformationsangebot PRM Übungsprogramme richtet sich an die Öffentlichkeit.

## Medizinische Leitlinien
Die DGPMR beteiligt sich am AWMF-Leitlinienprogramm. In diesem Rahmen wurden bisher zahlreiche medizinische Leitlinien in Beteiligung an Projekten anderer Fachgesellschaften entwickelt.

## Kooperationen
Die Gesellschaft kooperiert im Inland mit folgenden Organisationen:
- Berufsverband der Rehabilitationsärzte[13]
- Arbeitsgemeinschaft für Physikalische Medizin und Rehabilitation (ARGE)[14]
- Deutsche Gesellschaft für Rehabilitationswissenschaften (DGRW)

International besteht unter anderem eine Kooperation mit Cochrane Rehabilitation.

## Ehrungen
Die Gesellschaft hat die Schirmherrschaft über die Verleihung des Preises der Dr. Heinz- und Helene-Adam-Stiftung übernommen. Mit ihm werden wissenschaftliche Arbeiten auf dem Gebiet der Physikalischen und Rehabilitativen Medizin einschließlich der klassischen Naturheilverfahren ausgezeichnet.

## Geschichte
Die DGPRRM führt ihre Geschichte auf die 1878 gegründete „Balneologischen Section in der Gesellschaft für Heilkunde in Berlin“ zurück. Vor der heutigen, seit 2018 gebräuchlichen Vereinsbezeichnung war sie unter folgenden Namen bekannt: „D.G. für Bäder und Klimakunde“ (1934 bis 1964), „D.G. für Physikalische Medizin“ (bis 1975), „D. G. für Physikalische Medizin und Rehabilitation“ (bis 1995), „D. G. für Physikalische Medizin und Rehabilitation – wissenschaftliche Gesellschaft für Physikalische Medizin und Rehabilitation, Balneologie und Medizinische Klimatologie“. Seit 1963 ist die Gesellschaft Mitglied der AWMF.